# چاه دلوش بیجاد
چاه دلوش بیجاد روستایی در دهستان پیشین بخش پیشین شهرستان راسک استان سیستان و بلوچستان ایران است.

## جمعیت
بر پایه سرشماری عمومی نفوس و مسکن در سال ۱۳۹۵ جمعیت این روستا ۱۰ نفر (۴خانوار) بوده‌است.